# 織田真琴
織田 真琴（おだ  まこと）は、日本のギタリスト、三重県伊勢市出身。海外ネーム　MAKOTO ODA として活動中。
- MUSE音楽院出身。LEPON、Chat Noir、Skelton act,1,2,3を経て、NO．ZOKやソロ活動を行なっている。

## 来歴
- 三重高校卒業
- ミューズ音楽院卒業後ロックバンドLEOPONを結成
- hiroya率いるChat Noirに加入
- Skelton act1に加入
- 解散後はより音楽を追求するためにソロやサポート活動を行い様々なアーティストのLIVEサポートやレコーディングに力を入れる。

## 人物
- 身長180cm、体重68kg。
- 特技は陸上競技のハンマー投。尊敬する人物は室伏広治。
- かなりの猫好きであり溺愛している。
- 好きなギタリストはTAK MATSUMOTOとSergey Golovin。なおSergey Golovinとは後にモスクワにて共演。

## 音楽性

### 演奏スタイル
- 6弦〜8弦ギターを愛用しテクニカルでモダンプレイを得意とする。
- リズムはリズム、リードならリードをきっちり弾き込むタイプでありタイトなギタリストである。
- スラップ、タッピング、スィープ、など基本的シュレッドテクニックは容易くこなす。
- 楽曲はキャッチーなメロディーに複雑なバックグラウンドを融合している。

## Discography
- MKOD （2019/10 インストゥルメンタルランキング1位　日本,ロシア）
- RAGE
- HEAVEN
- RAMPAGE feat. MASAKI（2021/3 インストゥルメンタルランキング1位　日本）Soundhouse✖️Tunecore音魂グランプリ特別賞受賞作品
- LOKI feat. BSK（2021/4 インストゥルメンタルランキング1位）
- Ice Emperor（2021/12インストゥルメンタルランキング1位）
- 雷狼牙（iTunes Store • インストゥルメンタル インストゥルメンタル トップソング • 日本 • 1位 • 2022年7月17日）

## Guitar参加楽曲
- レクイエム -Requiem- RiESiNFONiA 村川梨衣 （2018年2月28日 ）
- ユウキ!!　小越勇輝　（2018年１２月）
- Counterattack of a wimp ボイスサンプル 悠木碧 （2019年６月12日）
- Unbreakable　インフィニット・デンドログラムOP 悠木碧 （2020年1月15日）
- IVY PIT-LOW MASAKI （2018年11月8日）
- ムラサキ　BABY-CRAYON~1361~（2021年12月8日）
- カミナリサマー　.BPM　（2022年08月20日）
- 【日本リプレイ】中森明菜cover『DESIRE-情熱-』 .BPM（2023/02/03）
- 世界　高谷栞（2024/09/24）
- 『マイヒロ』　　YUM!-TUK!（2024/06/12）
- ワタシ、ナンテ、イイ女　.BPM　（2024/10/22）
- ドラゴンボールSparking !!Zero　（2024/10/11）

## ツアー参加
- 黒崎真音 LIVE TOUR 2016 “Beautiful Resistance” 2016年

## 使用機材
- Adversaryguitars  keto8 Loki6
- LIne6 HXstomp
- Universal Audio Apollo X4
- MARSHALL DSL20
- DARKGLASS  ALPHA・OMEGA500